# 西瀬戸
西瀬戸（にしせと）とは、瀬戸内地方の一部を表す地域名である。

## 概要
西瀬戸に該当する地域は、具体的には旧安芸国の広島県西部、旧周防国と旧長門国の山口県、旧伊予国の愛媛県、旧豊前国の福岡県東部、旧豊後国の大分県の瀬戸内海西部を取り巻く地域のことである。広義では豊後水道地域も含んで高知県や宮崎県も該当する場合もある。
第四次全国総合開発計画にインターブロック交流圏として愛媛県が提唱し、北海道と青森県の青函圏とともに取り上げられた。また、関係知事会議がもたれるなど、関係各県の行政ベースの連携協力は進んだものの、肝心の交流の拡大にはなかなか結びついていない。
瀬戸内しまなみ海道は道路名が西瀬戸自動車道であるが、当初想定した「西瀬戸経済圏」は、西瀬戸自動車道の沿線よりはるかに広く、基幹交通網としては九州と四国との間を直結する交通ルート（九四架橋又は九四海底トンネル）を含むスケールの大きい構想であった。